# Можливість побачити
Можливість побачити (Opportunity to see:OTS) — це термін, який стосується рекламної кампанії та кількості показів або можливостей, які певна аудиторія має побачити конкретну рекламу.      У контексті радіореклами відповідним терміном є можливість почути (opportunity to hear:OTH). 
Наприклад, охоплення OTS 40% означає, що 40% цільової аудиторії бачили (або, як очікується, матимуть можливість побачити) рекламу. 
OTS був традиційним показником, що визначає цінність реклами, в епоху Інтернету він також доповнюється показником оплати за клік . 